# Serkan Çalık
Serkan Çalık (Dinslaken, 15 marzo 1986) è un ex calciatore tedesco naturalizzato turco, di ruolo attaccante.

## Palmarès
- Campionato turco: 1

Galatasaray: 2007-2008
- Supercoppa di Turchia: 1

Galatasaray: 2007-2008